# Domenico Del Frate
Domenico Del Frate (Lucca, 15 giugno 1765 – Roma, 11 novembre 1821) è stato un pittore italiano.

## Biografia

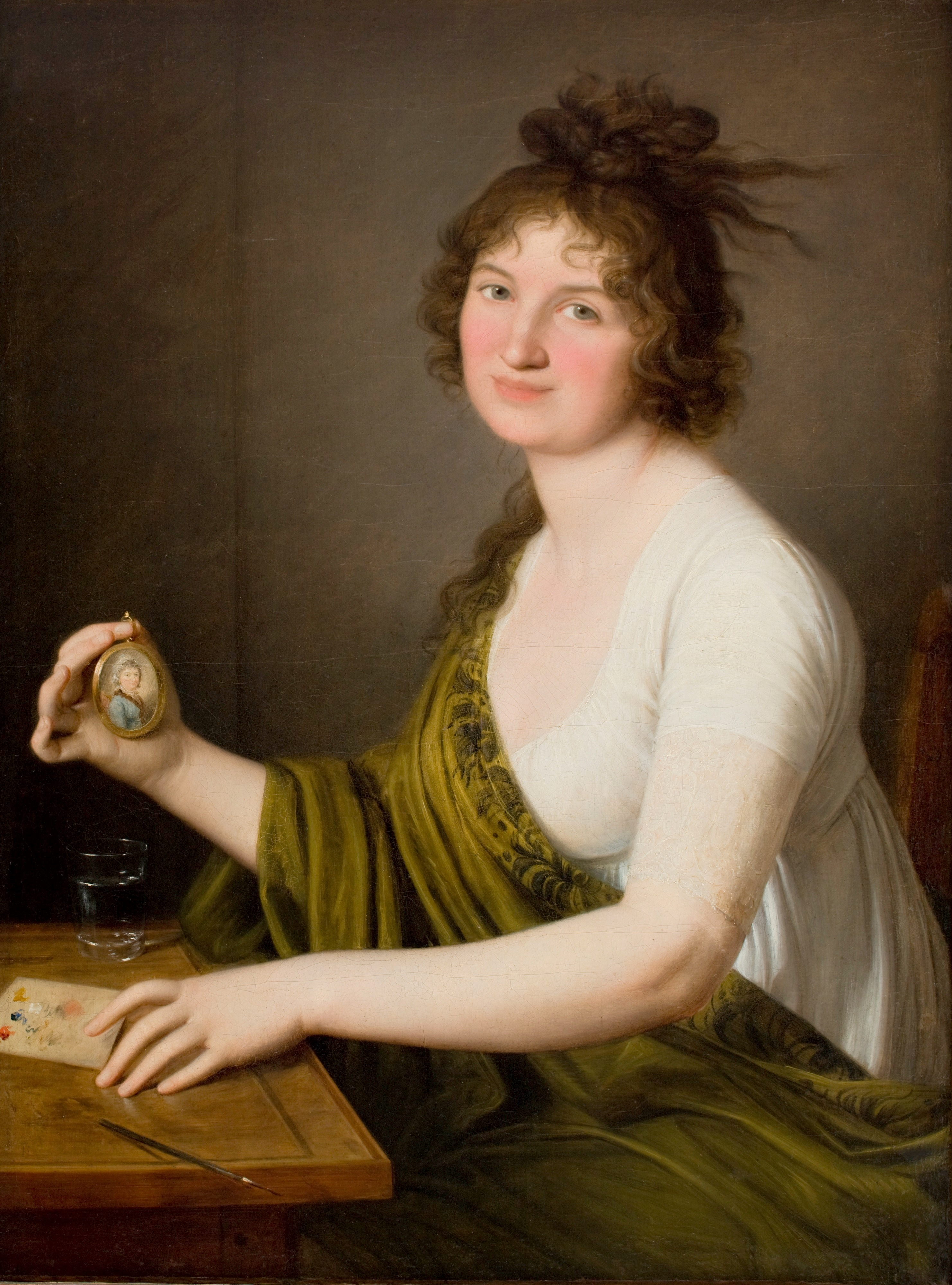
Ritratto di Waleria Tarnowska, 1806

Avviato dal padre alla pittura, completò la sua formazione a Firenze. In seguito si trasferì a Roma, dove fu allievo di Bernardino Nocchi e iniziò ad esprimere la sua abilità di disegnatore e affrescatore.
Nel 1794 Del Frate lasciò il Nocchi e strinse rapporti con Antonio Canova, alle cui opere si ispirò per realizzare dei disegni che lo resero famoso.
Al 1798 risale la collaborazione alla decorazione dell'arco trionfale eretto a Ponte Sant'Angelo.
Dal 1804 al 1806 soggiornò in Polonia, dove i conti Tarnowski gli affidarono una serie di ritratti.
Tornato a Roma, il 4 luglio 1813 entrò nell'Accademia Nazionale di San Luca, di cui fu poi eletto revisore dei conti.
Tra i lavori dell'ultimo periodo sono degni di nota la decorazione di un palazzo di piazza Venezia (1813-1815), la collaborazione a lavori pittorici nei palazzi del Vaticano (1818) e l'affrescatura dei soffitti di cinque sale del Palazzo ducale di Lucca (1818-1819).
Nel 1821 ricoprì la cattedra di disegno pittorico.
Negli ultimi due anni della propria vita visse in via Sistina 68, a Roma, nella casa della famiglia Fioroni, dove fu maestro della futura miniaturista Teresa Fioroni.